# Joachim Gersdorff
Joachim eller Jochum Gersdorff, född den 11 november 1611, död den 19 april 1661, var en dansk adelsman, bland annat länsman på Bornholm 1651–1658, riksråd och ståthållare i Köpenhamn.  
Gersdorff tillbragte åren 1629–1638 på bildningsresa i utlandet och studerade vid flera av dess universitet (bland annat 1 1/2 år i Paris). År 1648 blev han riksråd, 1649 ståthållare i Köpenhamn och 1652, efter Corfitz Ulfelds flykt, rikshovmästare. Åren 1653 och 1656 avslöt Gersdorff de nya förbundstraktaterna med Nederländerna. År 1657 var han mycket ivrig för kriget mot Sverige, av vilket han väntade stora fördelar, och kände därför så mycket djupare smärta, då han året därpå nödgades avsluta Roskildefreden.
År 1657 blev Gersdorff "patron" för Köpenhamns universitet och som sådan kämpade han 1659 under stadens belägring i spetsen för studenterna. Då riksdagen sammanträdde efter freden 1660, öppnade han dess förhandlingar och stod närmast på konungens sida, men spelade för övrigt inte någon framstående roll. Efter enväldets införande blev han riksdrots och preses i Statskollegiet. 
Gersdorff var ivrig boksamlare och skaffade sig ett stort bibliotek, som han testamenterade till konungen. Hans dotter, Magdalena Sybilla (1643–1685), vilken blev gift med geheimerådet general Jørgen Bjelke, var en förtrolig väninna till Griffenfeld och en av de få som inte övergav honom vid hans fall.                  
Gersdorff var djup besviken då han fick skriva under fredsfördraget i Roskilde med Sverige den 26 februari 1658, då Danmark fick avträda Skåneland och Bornholm. Gersdorff lär ha sagt "Gid jeg ikke kunde skrive....." Samtidigt valde Gersdorff avträda alla sina egendomar i Skåne som en del av Bornholms vederlag - tillsammans med den danske riksadmiralen Ove Gjeddes dödsbo kom Gersdorff att bidra med 58 procent av summan om 8500 thk som löste ut Bornholm. Gersdorff fortsatte emellertid att skriva sig till Tunbyholm i Ingelstads härad. I ersättning för egendomarna han gav upp fick han bland annat ta över ett större gods i Hads härad i Jylland. Ett av hans gods i Skåne var Smedstorps slott som Gersdorff ägde mellan åren 1640 och 1658. Gersdorff avled efter en tids sjukdom i april 1661 och fick således aldrig se sitt stora bidrag om sju huvudgårdar slutgiltigen accepteras.